# Klockmannita
La  klockmannita es un mineral, seleniuro de cobre, que fue descubierto en ejemplares procedentes de la mina Las Asperezas, cerro Cacho, Villa Castelli, departamento de General Lamadrid , La Rioja Province (Argentina). El nombre es un homenaje a Friedrich Ferdinand Hermann Klockmann, profesor de mineralogía en la escuela técnica superior de Aachen (Alemania).

## Propiedades físicas y químicas
La  klockmannita es al análogo de selenio de la covellina (que contiene azufre) y el análogo con cobre de los seleniuros achavalita (de hierro) , freboldita (de cobalto) y sederholmita (de níquel).  Aparece en muchos casos a escala microscópica, diseminada en otros sulfuros.  En los yacimientos de cerro Cacho se encuentra en forma masiva o como agregados tabulares de aspecto palmeados.  Tiene  aspecto y brillo metálico en fractura fresca, pero que se empaña rápidamente al aire. Sometido a las condiciones del ambiente exterior, se oxida con rapidez, formando minerales secundarios, entre ellos calcomenita. 

## Yacimientos
La   klockmannita aparece en yacimientos hidrotermales, asociada frecuentemente a umangita y a clausthalita. Es un mineral raro, conocido en unas setenta localidades en todo el mundo. Además de en la localidad tipo, se encuentra en varias minas más en la Sierra de Cacho y en otros lugares en La Rioja (Argentina). También se encuentra en ejemplares significativos en la mina Bukov  Rožná,  distrito de Žďár nad Sázavou , Vysočina (República Checa).